# Marija Dmitrijewna Golowina
Marija Dmitrijewna Golowina (russisch Мария Дмитриевна Головина, engl. Transkription Maria Golovina; * 5. August 2007) ist eine russische Tennisspielerin.

## Karriere
Golowina spielt bislang vorrangig auf der ITF Women’s World Tennis Tour, wo sie bisher einen Titel im Einzel und zwei im Doppel gewann.
2024 qualifizierte sie sich im Mai für das Hauptfeld im Juniorinneneinzel der French Open, wo sie in der ersten Runde gegen Jeline Vandromme mit 2:6 und 1:6 verlor. Im Juniorinnendoppel verlor sie an der Seite ihrer Partnerin Darja Schadtschnewa mit 6:1, 2:6 und [6:10] gegen Valentina Mediorreal Arias und Mia Pohánková.

## Turniersiege

### Einzel
| Nr. | Datum             | Turnier             | Kategorie | Belag     | Finalgegnerin | Ergebnis |
| --- | ----------------- | ------------------- | --------- | --------- | ------------- | -------- |
| 1.  | 10. November 2024 | Scharm asch-Schaich | ITF W15   | Hartplatz | Lee Eun-hye   | 7:5, 6:2 |

### Doppel
| Nr. | Datum            | Turnier             | Kategorie | Belag     | Partnerin           | Finalgegnerinnen                   | Ergebnis |
| --- | ---------------- | ------------------- | --------- | --------- | ------------------- | ---------------------------------- | -------- |
| 1.  | 9. November 2024 | Scharm asch-Schaich | ITF W15   | Hartplatz | Darja Schadtschnewa | Jewgenija Burdina Nina Rudjukowa   | 7:5, 6:1 |
| 2.  | 26. April 2025   | Scharm asch-Schaich | ITF W35   | Hartplatz | Darja Schadtschnewa | Warwara Panschina Darja Zelinskaja | kampflos |